# 치킨 버거
치킨 버거(영어: chicken burger)는 닭고기를 넣은 버거이다. 닭고기 샌드위치의 하나이며, 쇠고기 패티로 만든 것만 "버거"로 부르는 미국 영어에서는 치킨 샌드위치(영어: chicken sandwich)라는 말이 치킨 버거를 뜻한다.
미국의 "치킨 샌드위치"는 일반적으로 빵 조각 사이, 롤빵 또는 롤에 제공되는 뼈와 껍질이 없는 닭 가슴살 또는 허벅지로 구성된 샌드위치이다. 미국식 영어에서 샌드위치는 아이스크림 샌드위치의 경우 롤, 빵 또는 초콜릿 슬라이더를 포함하여 속을 채운 빵 두 조각이다. 영국 영어(및 캐나다, 아일랜드, 호주 및 뉴질랜드와 같은 일부 다른 국가 영어 품종)에서 샌드위치라는 단어는 더 좁게 정의되어 빵 조각을 한 덩어리에서 슬라이스하고 롤을 요구한다. 속을 채운 빵은 일반적으로 샌드위치라고 부르지 않는다. 닭가슴살을 속으로 채운 빵은 일반적으로 미국에서는 "치킨 샌드위치"라고 부르지만, 영국과 다른 영연방 국가나 구식민지 국가에서는 이러한 요리를 샌드위치로 간주하지 않고 일반적으로 "치킨 버거"라고 한다. 미국인들은 일반적으로 다진 고기로 만든 패티가 버거에 필요하다고 생각하기 때문에 대부분의 미국인은 버거로 생각하지 않을 것이다.

## 같이 보기
- 맥치킨